# Autópálya M3
Autópálya M3 (ungarisch für ,Autobahn M3‘) ist eine Autobahn in Ungarn. Sie verläuft in West-Ost-Richtung von der Hauptstadt Budapest nach Nyíregyháza und über die M30 nach Miskolc. Die Auffahrt befindet sich in Budapest auf der Hungária körút. Die ersten 10 km verlaufen im Stadtgebiet und sind als Schnellstraße geführt. Im Endausbau soll die Autobahn die Verbindung in die Ukraine ermöglichen.
Im August 2006 wurde ein weiteres Teilstück (Umfahrung von Nyíregyháza) im Nordosten des Landes fertiggestellt.
September 2007 wurde die Autobahn zwischen Polgár und Nyíregyháza dem Verkehr übergeben. Bei Polgár zweigt die M35, welche den Anschluss nach Debrecen herstellt, ab.
Bei Vásárosnamény wird in Zukunft die M34 Richtung Norden nach Záhony abzweigen.
Am 16. Januar 2013 wurde das bisher fehlende Stück zwischen Nyíregyháza und Vaja dem Verkehr übergeben. Im Juni 2013 wurde mit dem Bau des Teilstücks von Vaja in Richtung Vásárosnamény begonnen. Der 12 km lange Abschnitt wurde am 10. Oktober 2014 eröffnet.
Die Gesamtlänge der Straße beträgt 307 Kilometer, davon sind 280 km in Betrieb, 27 km sind in Planung. Der Auftrag zum Bau dieses letzten Teilstücks von Varosnanemy bis zur ukrainischen Grenze wurde im September 2020 erteilt.

## Streckenfreigaben
| Abschnitt                                            | Länge   | Inbetriebnahme                                          |
| ---------------------------------------------------- | ------- | ------------------------------------------------------- |
| Budapest, Rákospalota – Gödöllő, Domonyvölgy Viadukt | 26,0 km | 16. Oktober 1978                                        |
| Gödöllő – Hatvan                                     | 19,0 km | 31. Oktober 1980                                        |
| Hatvan – Gyöngyös                                    | 15,0 km | 1983                                                    |
| Gyöngyös – Füzesabony                                | 44,0 km | 16. September 1998                                      |
| Füzesabony – Polgár                                  | 60,0 km | 2002                                                    |
| Polgár – Görbeháza                                   | 12,0 km | September 2004                                          |
| Görbeháza – Nyíregyháza-Süd                          | 41,0 km | 31. August 2007                                         |
| Umfahrung Nyíregyháza (Knoten Süd – Nord)            | 8,0 km  | 5. August 2006                                          |
| Nyíregyháza-Nord – Őr                                | 33,8 km | 16. Januar 2013 (teilweise) 18. Juni 2013 (vollständig) |
| Őr – Vásárosnamény                                   | 11,9 km | 10. Oktober 2014                                        |
| Vásárosnamény – Ukrainische Grenze (Beregdaróc)      | 27,0 km | ?                                                       |

## Abschnitte als Europastraße
Folgende Europastraßen verlaufen entlang der Autópálya M2:
- E 71: Emőd (Autobahnkreuz M30)–Gödöllő (Autobahnkreuz M31)
- E 79: Emőd (Autobahnkreuz M30)–Görbeháza (Autobahnkreuz M35)
- E 573: Umfahrung Nyíregyháza (Dreich Nord–Süd)
- E 579: Görbeháza (Autobahnkreuz M35)–Vásárosnamény

## Verkehrsaufkommen
Die Autobahn ist Teil des gesamteuropäischen Paneuropäische Verkehrskorridore Korridors V: Venedig-Triest-Ljubljana-Maribor-Budapest-Uschgorod-Lemberg-Kiew und spielt daher eine wichtige Rolle im Ost-West-Transit. Die Autobahn ist einer der wichtigsten Hotspots des ungarischen Straßennetzes und Teil der diagonal verlaufenden Hauptverkehrslinie von Südwesten nach Nordosten östlich von Budapest. Bietet Express-Straßenverbindungen über die Ukraine nach Osteuropa und über die Slowakei nach Nordeuropa.
Durchschnittlicher täglicher Verkehr auf der Autobahn
| Abschnitt                                          | DTV    |
| -------------------------------------------------- | ------ |
| Budapest (Szentmihályi út – Kreuz M0)              | 89.822 |
| Gödöllő (Kreuz M31 – Bag)                          | 61.222 |
| Hatvan (Hatvan-észak – Hatvan-kelet)               | 55.248 |
| Füzesabony (Kál – Füzesabony)                      | 40.264 |
| Polgár (Tiszaújváros – Polgár)                     | 24.602 |
| Nyíregyháza (Nyíregyháza-nyugat – Nyíregyháza-dél) | 17.701 |
| Vásárosnamény (Őr – Vásárosnamény-dél)             | 2.768  |

## Gebührenpflichtige Strecken
Die M3 in Ungarn ist fast komplett gebührenpflichtig. Von Ausfahrt 11 bei Szentmihályi út bis Vásárosnamény ist alles gebührenpflichtig für PKW und LKW.
Komitatsweite Vignette
Ab dem 1. Januar 2015 kann die Autobahn M3 mit einem nationalen E-Aufkleber oder den folgenden komitatsweit gültigen Vignetten befahren werden:
| Komitat                | Verwendbarer Abschnitt                                               |
| ---------------------- | -------------------------------------------------------------------- |
| Pest                   | ab Dreieck Budapest, Szentmihályi út bis nach Hatvan (11 km – 55 km) |
| Heves                  | ab Bag bis nach Mezőkövesd (39 km – 128 km)                          |
| Borsod-Abaúj-Zemplén   | ab Füzesabony bis nach Polgár (114 km – 175 km)                      |
| Hajdú-Bihar            | ab Hejőkürt bis nach Nyíregyháza-nyugat (164 km – 221 km)            |
| Szabolcs-Szatmár-Bereg | ab Hajdúnánás bis nach Vásárosnamény (203 km – 280 km)               |

## Sehenswertes
Direkt an der Autobahn liegt der Hungaroring rund 19 km von Budapest entfernt.

## Auswirkungen
Im Zuge der Baumaßnahmen wurden zahlreiche Rettungsgrabungen archäologischer Fundorte durchgeführt, z. B. in Füzesabony-Gubakút.